# 伏地杜鹃
伏地杜鹃（学名：Chiogenes suborbicularis）为杜鹃花科伏地杜鹃属下的一个种。

## 扩展阅读
- 維基物種上的相關：伏地杜鹃